# Kaceřov (Plzeň)
Kaceřov é uma comuna checa localizada na região de Plzeň, distrito de Plzeň-sever.